# Afterwar
Afterwar ist ein Film unter der Regie von Birgitte Stærmose aus dem Jahr 2024, bei dem sie auch das Drehbuch verfasste. Der Film entstand als Kooperation der Produktionsländer Dänemark, Kosovo, Schweden, Finnland. Er feierte am 19. Februar 2024 auf der Berlinale seine Weltpremiere in der Sektion Berlinale Panorama.

## Handlung
Thema sind die Nachwirkungen des Kosovokriegs: Fragmente aus 15 prägenden Jahren im Leben von vier Menschen, die zur Zeit des Krieges noch Kinder waren. Sie sind inzwischen erwachsen, aber die Erinnerung daran ist immer noch präsent: 2009 verkauften sie in den Nachkriegsstraßen von Pristina Zigaretten. Jetzt sind sie Eltern und kämpfen immer noch für ein würdiges Überleben einer der jüngsten und ärmsten Nationen Europas. Religiöser Fundamentalismus oder Emigration bieten sich aus Auswege aus dieser rauen Realität an. Inszenierte Darstellung wechselt sich mit nüchternem Realismus ab. Parallelen zu allen vom Krieg betroffenen Kindern bieten sich an.

## Produktion

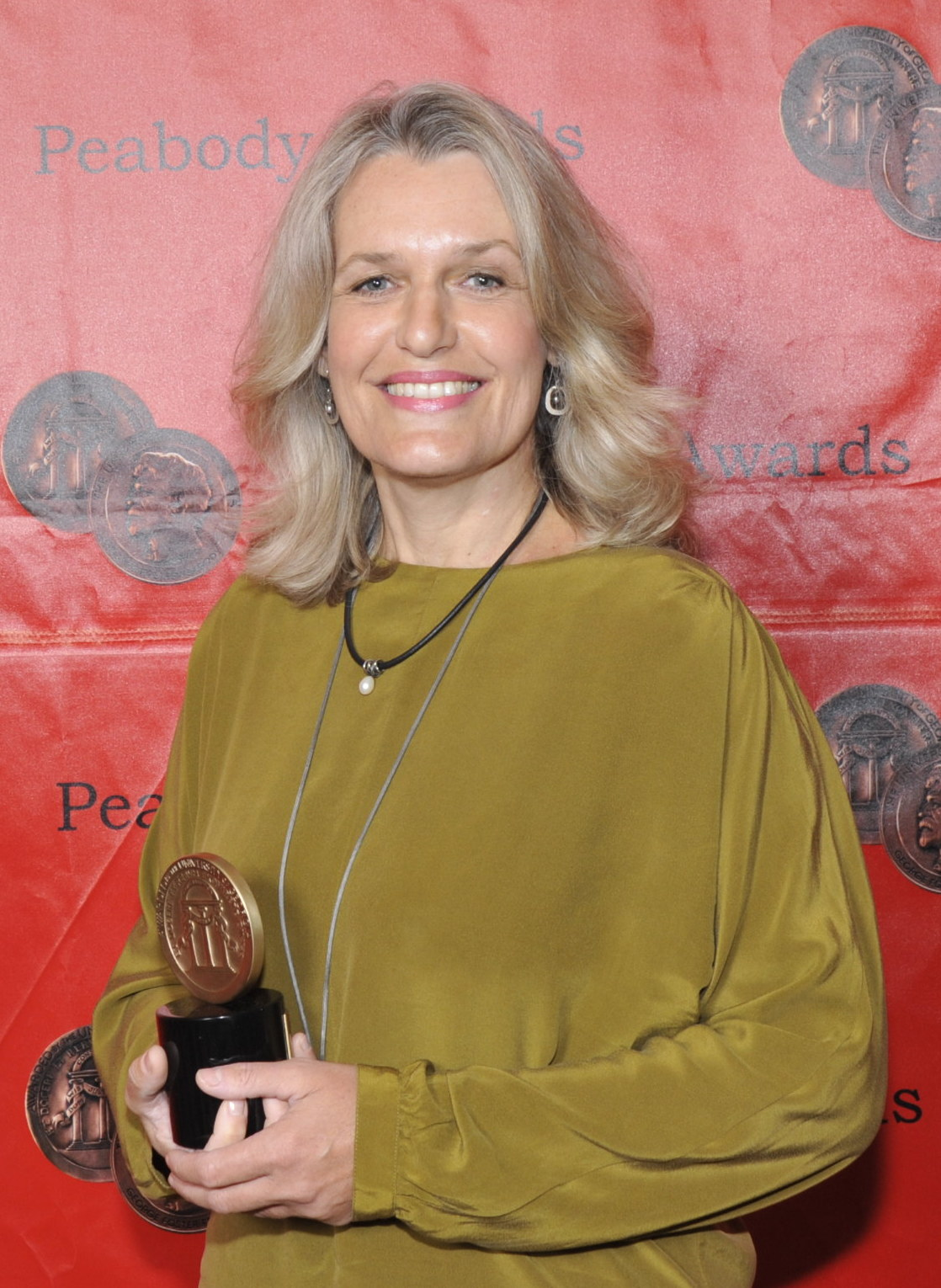
Lise Lense-Møller, Produzentin von Afterwar

### Filmstab
Regie führte Birgitte Stærmose, von der auch das Drehbuch stammt. Es wurde in Zusammenarbeit mit den Filmcharakteren entwickelt. Die Regisseurin äußerte, sie wolle einen Film machen, der kein Mitleid erlaube und an dessen Stelle einen unsicheren Raum für die Zuschauer schaffe, einen Raum, in dem man sich seiner Passivität stellen müsse. Das Publikum solle aus dem Kino gehen, ohne das Schicksal der Figuren zu vergessen. Die Kameraführung lag in den Händen von Troels Rasmus Jensen, Director of Photography war Marek Wieser. Für den Filmschnitt waren Stefan Sundlöf und Anne Østerud verantwortlich.

### Produktion und Förderungen
Produziert wurde der Film von der dänischen Produzentin Lise Lense-Møller. Produktionsfirmen waren Magic Hour Films und Oy Bufu Ab.

### Dreharbeiten und Veröffentlichung
Der Film ist in enger Zusammenarbeit mit den Darstellenden entstanden und ist ein Langfilm-Sequel zum 2009 erschienenen und mehrfach ausgezeichneten Kurz-Dokumentarfilm Ønskebørn (Out of Love). Der Kurzfilm handelte von Kindern, die Zigaretten und Erdnüsse auf der Straße in Pristina nach dem Ende des Krieges verkauften. Birgitte Stærmose hielt zu ihnen Kontakt und folgte ihren Aktivitäten in den sozialen Medien, was ihr die Idee zu einem Nachfolgeprojekt gab. Der Langfilm ist ein hybrides Filmformat, das als Kombination von Dokumentarfilm und Spielfilm angesehen werden kann. Der Film hatte am 19. Februar 2024 auf der Berlinale seine Weltpremiere in der Sektion Berlinale Panorama. Im März 2024 wird er beim Dokumentarfilmfestival CPH:DOX gezeigt.

## Rezeption
Lea Gronenberg bewertete im feministischen Filmmagazin Filmlöwin das Re-Enactment positiv. Es eröffne die Möglichkeit, sehr persönliche Szenen auf die Leinwand zu bringen, ohne dass die Betroffenen dadurch zu viel von sich oder ihrem Umfeld hatten preisgeben müssen. Die Fiktionalisierung schaffe so unter Umständen mehr Nähe und Authentizität, als dies bei einer Beschränkung auf die dokumentarische Film hätte gelingen können. Der Film ziehe aus konkreten Ereignissen allgemeine Erkenntnisse über Krieg und erinnere an dessen gravierende Folgen. Das Publikum werde durch die direkte Ansprache zu einer Auseinandersetzung mit dem Thema herausgefordert.
Dagegen sah Michael Martens in der FAZ einen „Missbrauch von Laien“ und sprach von schlechter Fiktion. Vielversprechend sei allein die Idee gewesen, das weitere Leben der Straßenkinder zu verfolgen, doch bleibe der Film in der Egozentrik der Regisseurin stecken.

## Auszeichnungen und Nominierungen
Afterwar wurde zu den Internationalen Filmfestspielen Berlin 2024 eingeladen. Der Film wurde auch in die Nominierungsliste für den Berlinale Dokumentarfilmpreis aufgenommen.
Der Film wurde beim DOK.fest 2025 für den „Preis der SOS-Kinderdörfer weltweit“ nominiert.